# Геодезичні координати

Геодезичні координати P(ɸ,λ,h)

Геодезичні координати — різновид криволінійної ортогональної системи координат, яка використовується в геодезії на основі референц-еліпсоїда. Вони включають геодезичну широту (північ/південь) ϕ, довготу (схід/захід) λ та еліпсоїдну висоту h (також відому як геодезична висота).  Тріада також відома як земні еліпсоїдні координати  (не плутати з еліпсоїдально-гармонічними координатами (широта) або еліпсоїдальними координатами).